# Michael Abrash
Michael Abrash é um programador e escritor técnico estadunidense especializado em otimização de código e linguagem assembly 80x86. Desde 2014, ele é o cientista-chefe da Oculus VR, subsidiária da Meta Platforms. Sua visão sobre o futuro da computração pessoal está na realidade aumentada e na realidade virtual. Nascido em 1957, nos Estados Unidos, Abrash se formou, em 1979, em matemática pela Universidade da Pensilvânia. Começou sua carreira como programador na IBM e, embora não seja disciplinamente programador de jogos, trabalhou na tecnologia subjacente aos jogos, como Quake, durante grande parte de sua carreira.
Ele escreveu o livro Zen of Assembly Language Volume 1: Knowledge em 1990.